# NGC 5301
NGC 5301 is een balkspiraalstelsel in het sterrenbeeld Jachthonden. Het hemelobject werd op 11 mei 1787 ontdekt door de Duits-Britse astronoom William Herschel.

## Synoniemen
- UGC 8711
- MCG 8-25-41
- ZWG 246.23
- IRAS 13443+4621
- PGC 48816